# Sinclair ZX Spectrum+
Sinclair ZX SPECTRUM+ (ZX SPECTRUM+) је кућни рачунар, производ фирме Синклер (Sinclair) који је почео да се израђује у Уједињеном Краљевству током 1984. године.
Користио је Zilog Z80A као централни микропроцесор а RAM меморија рачунара ZX SPECTRUM+ је имала капацитет од 48k. 

## Детаљни подаци
Детаљнији подаци о рачунару ZX SPECTRUM+ су дати у табели испод.
|                       |                                           |
| [ 1 ]                 |                                           |
| Произвођач            | Синклер                                   |
| Тип                   | кућни рачунар                             |
| Меморија              | 48k                                       |
| Поријекло             | Уједињено Краљевство                      |
| Година                | 1984                                      |
| Тастатура             | QWERTY полу-механичка тастатура           |
| Процесор              |                                           |
| Фреквенција процесора | 3,5                                       |
| RAM                   | 48k                                       |
| ROM                   | 16k                                       |
| Текст                 | 32 x 24                                   |
| Графика               | 256 x 192                                 |
| Боја                  | 8 са два тона свака (нормална и свијетла) |
| Звук                  | 1 глас / 10 октава (мали звучник)         |
| Димензије             | 1575 x 2230 x 160 / 1,41 фунти            |
| Портови               |                                           |
| Оперативни систем     |                                           |